# Ja Morant
Temetrius Jamel „Ja“ Morant (* 10. August 1999 in Dalzell, South Carolina) ist ein US-amerikanischer Basketballspieler, der  bei den Memphis Grizzlies in der NBA unter Vertrag steht. Der Point Guard wurde von den Grizzlies im NBA-Draft 2019 an zweiter Stelle ausgewählt. In seinem ersten Jahr wurde er zum Rookie of the Year gewählt. Er ist außerdem zweimaliger NBA All-Star.

## Kindheit und High School
Ja Morants Vater spielte an der High School zusammen mit Ray Allen, schaffte es aber nie in die National Basketball Association (NBA). Zu Morants Geburt, beendete er seine Karriere und nahm eine Arbeitsstelle als Friseur an. Morant trainierte in seiner Kindheit viel mit seinem Vater und spielte oft gegen ältere Gegner, die ihm körperlich überlegen waren. Er selbst bezeichnet unter anderem die Point Guards Rajon Rondo und Russell Westbrook als seine Vorbilder. Morant spielte für das AAU-Team der South Carolina Hornets, in dem er unter anderem eine Saison mit Zion Williamson zusammenspielte.
Danach besuchte er die Crestwood High School in Sumter, South Carolina und verließ diese mit den meisten Punkten, die ein Spieler je für die High School erzielt hatte. In seinen letzten beiden Spieljahren für Crestwood erzielte er durchschnittlich 27 Punkte, 8 Rebounds und 8 Assists je Begegnung. Er wurde in dieser Zeit dreimal als regionaler Most Valuable Player ausgezeichnet.

## College
Morants Leistungen blieben von den meisten Colleges unbemerkt, die einzige Anfrage eines bedeutenden NCAA-Division I-Teams kam von der University of South Carolina. Letztendlich überzeugte er bei einem Probetraining den Assistenztrainer der Racers der Murray State University. Als dieser sich etwas zu essen besorgen wollte, fiel ihm Morant bei einem 3-gegen-3-Spiel auf. Cheftrainer Matt McMahon bot ihm kurz darauf ein Stipendium an und nach einem Essen entschied sich Morant, in Zukunft für die Murray State aufzulaufen.
Als Freshman für die Racers stand er in allen Spielen in der Anfangsaufstellung und kam im Durchschnitt auf 13 Punkte, 7 Rebounds und 6 Assists pro Spiel. Sein erstes Triple-double gelang ihm am 13. November 2017, als er beim Sieg gegen Eastern Illinois 11 Punkte, 10 Rebounds und 14 Assists markierte. Am Ende der Saison wurde er mit einer Einberufung ins 1. All-OVC- und OVC All-Newcomer-Team ausgezeichnet. Als Sophomore bekam er nach Abgängen von Leistungsträgern die Führungsrolle übertragen. In seinem ersten Saisonspiel erzielte er 26 Punkte und bereitete beim 74:53-Sieg gegen die Wright State zudem elf Korberfolge von Mannschaftskollegen vor. In einem Spiel gegen die SIU Edwardsville machte er 40 Punkte, 11 Assists und 5 Steals und war der erste Spieler der NCAA Division I in 20 Jahren, dem eine solche Statistik gelang. Am Ende der regulären Saison wurde er zum MVP der Ohio Valley Conference gekürt und führte die Division I in Assists an. Mit den Racers scheiterte in der zweiten Runde der West Regional-Playoffs mit 62:90 an der Florida State. Seine Sophomore-Saison schloss Morant mit 24,5 Punkten; 8,7 Rebounds; 10 Assists und 1,8 Steals pro Spiel ab.

## NBA
Nach dem Ausscheiden der Murray State entschied Ja Morant, sich für die kommende NBA-Draft 2019 anzumelden. Von vielen Experten wurde er bereits während der Saison als Kandidat für einen der ersten fünf Plätze ausgemacht. Diese Erwartung wurde bestätigt, als er im Juni 2019 von den Memphis Grizzlies an zweiter Stelle ausgewählt wurde. Am 2. Juni 2019 unterzeichnete er einen Zweijahresvertrag, der ihm in dieser Zeit beinahe 17,9 Millionen US-Dollar einbringen wird. Am 23. Oktober 2019 debütierte er bei der 101:120-Niederlage gegen die Miami Heat in der NBA und sammelte in diesem Spiel 14 Punkte, 4 Rebounds und 4 Assists. Bis zur Rückkehr von Zion Williamson, der im Draft an erster Stelle gewählt wurde, jedoch erst Ende Januar 2020 sein Debüt gab, galt Morant als deutlich bester Rookie der Liga. Er führte die Rookie-Statistiken bis zu diesem Zeitpunkt jeweils in Punkten und Assists an und wurde außerdem von November bis Januar 2020 drei Mal zum Rookie of the Month der Western Conference ausgezeichnet. Am 9. Februar 2020 markierte er beim 106:99-Sieg gegen die Washington Wizards erstmals ein Triple-double.
Am 10. Januar 2022 wurde er zum Western Conference Player of the week gekürt. Beim Auswärtssieg gegen die Chicago Bulls am 26. Februar 2022 erreichte Morant mit 46 erzielten Punkten einen neuen Karrierebestwert, was gleichzeitig einen neuen Franchise-Rekord für die Memphis Grizzlies bedeutete. Zwei Tage später verbesserte Morant diese Marke beim Sieg gegen die San Antonio Spurs mit 52 erzielten Punkten.
Im März 2023 wurde von der Liga eine Sperre für Morant in einem Umfang von acht Spielen verhängt. In einem Live-Video auf der Social-Media-Plattform Instagram hatte Morant  mit einer Schusswaffe in einem Stripclub posiert. Nach dem Vorfall kündigte der Spieler an, sich psychologische Unterstützung holen zu wollen, um ein derartiges Verhalten in Zukunft zu vermeiden. Die Polizei von Colorado hatte die Ermittlungen gegen Morant zu dem Zeitpunkt, zu dem die Sperre ausgesprochen wurde, bereits eingestellt, da keine der anwesenden Personen von Morant aktiv bedroht worden war. Zudem war die im Video zu sehende Waffe nicht mehr auffindbar.
Da Morant es in der Saison 2022/23 nicht in eines der All-NBA-Teams schaffte, wurde sein Vertrag nicht zu einem Supermax-Deal im Umfang von 234 Millionen US-Dollar erweitert.
Im Juni 2023 verhängte die NBA eine 25-Spiele-Sperre gegen Morant, da dieser erneut mit einer Waffe in einem Livestream auf Instagram posiert hatte. Die Strafe gilt zum Start der neuen Saison 2023/2024, wodurch er fast ein Drittel der regulären Saisonspiele verpasste. Nach seiner Rückkehr absolvierte Morant neun Spiele und fiel dann mit einer Schulterverletzung für den Rest der Saison 2023/2024 aus.

## Auszeichnungen
- All-NBA Second Team: 2022
- 2× NBA All-Star: 2022, 2023
- NBA Most Improved Player Award: 2022
- NBA Rookie of the Year Award: 2020

## Karriere-Statistiken

### NBA

#### Reguläre Saison
| Saison   | Team     | GP  | GS  | MPG  | FG % | 3P % | FT % | RPG | APG | SPG | BPG | PPG  |
| -------- | -------- | --- | --- | ---- | ---- | ---- | ---- | --- | --- | --- | --- | ---- |
| 2019–20  | Memphis  | 67  | 67  | 31.0 | .477 | .335 | .776 | 3.9 | 7.3 | 0.9 | 0.3 | 17.8 |
| 2020–21  | Memphis  | 63  | 63  | 32.6 | .449 | .303 | .728 | 4.0 | 7.4 | 0.9 | 0.2 | 19.1 |
| 2021–22  | Memphis  | 57  | 57  | 33.1 | .493 | .344 | .761 | 5.7 | 6.7 | 1.2 | 0.4 | 27.4 |
| 2022–23  | Memphis  | 61  | 59  | 31.9 | .466 | .307 | .748 | 5.9 | 8.1 | 1.1 | 0.3 | 26.2 |
| 2023–24  | Memphis  | 9   | 9   | 35.3 | .471 | .275 | .813 | 5.6 | 8.1 | 0.8 | 0.6 | 25.1 |
| Gesamt   | Gesamt   | 257 | 255 | 32.1 | .472 | .318 | .755 | 4.8 | 7.4 | 1.0 | 0.3 | 22.5 |
| All-Star | All-Star | 2   | 2   | 18.8 | .600 | .000 | –    | 2.0 | 3.0 | 0.0 | 0.0 | 6.0  |

#### Play-offs
| Saison  | Team    | GP | GS | MPG  | FG % | 3P % | FT % | RPG | APG | SPG | BPG | PPG  |
| ------- | ------- | -- | -- | ---- | ---- | ---- | ---- | --- | --- | --- | --- | ---- |
| 2020–21 | Memphis | 5  | 5  | 40.6 | .487 | .323 | .775 | 4.8 | 8.2 | 0.4 | 0.0 | 30.2 |
| 2021–22 | Memphis | 9  | 9  | 37.6 | .440 | .340 | .747 | 8.0 | 9.8 | 2.0 | 0.4 | 27.1 |
| 2022–23 | Memphis | 5  | 5  | 37.4 | .425 | .419 | .769 | 6.8 | 7.0 | 1.8 | 0.2 | 24.6 |
| Gesamt  | Gesamt  | 19 | 19 | 38.3 | .449 | .357 | .758 | 6.8 | 8.6 | 1.5 | 0.3 | 27.3 |